# اريانا برلين
اريانا برلين (بالإنجليزية: Ariana Berlin)‏ هي لاعبة جمباز فني أمريكية، ولدت في 29 أكتوبر 1987 في سان دييغو في الولايات المتحدة.